# 能登高濱站
能登高濱站（日语：／ Noto-takahama eki */?）是位於石川縣羽咋郡志賀町高濱町，北陸鐵道能登線的鐵路車站（廢站）。

## 概要
在1970年（昭和45年）志賀町合併前，此站是位於高濱町中心位置。此站也是能登鐵道第一次開業區間的終點站。

## 歷史
- 1925年（大正14年）3月3日：能登鐵道羽咋站至此站之間開通，此站啟用[1][2]。
- 1927年（昭和2年）6月30日：此站至三明站之間開通，能登鐵道全線開通[3]。
- 1943年（昭和18年）10月13日：在合併後成為北陸鐵道能登線的車站。
- 1972年（昭和47年）6月25日：能登線全線廢除，此站也被廢除[1]。

## 車站構造
此站是地面車站，設有1面2線的島式月台和側線。

## 廢站後
在廢站後的翌年1973年（昭和48年）2月10日，於車站遺址設置了高濱巴士總站。駛入該處的路線除了鐵路代替巴士、連接七尾站、能登部站的巴士路線外，還有周邊的社區巴士路線。直至現在，巴士總站的候車室內還保留了此站的站名牌、1970年（昭和45年）4月1日修正的車費表和高濱地區於當時的觀光地圖。有一種懷舊的氣氛。

## 相鄰車站
北陸鐵道
能登線
大島－能登高濱－志賀町

## 注腳
1. 1 2  今尾惠介. . 日本: 新潮社. 2008年10月18日: 32. ISBN 9784107900241.
2. ↑  「地方鉄道運輸開始」《官報》1925年3月11日（國立國會圖書館數碼化收藏）
3. ↑  「地方鉄道運輸開始」《官報》1927年7月9日（國立國會圖書館數碼化收藏）

## 相關項目
- 日本鐵路車站列表 No